# لنور
لنور (به انگلیسی: Llannor) یک منطقهٔ مسکونی در بریتانیا است که در گوینز واقع شده‌است. لنور ۲٬۱۴۵ نفر جمعیت دارد.